# Ненад Радовић
Ненад Радовић (Београд, 28. фебруар 1978) је српски глумац, глумац са лутком, редитељ, педагог и продуцент. Члан је ансамбла Малог позоришта „Душко Радовић”. Оснивач је и директор Центра за културну едукацију деце и младих „Студио Центар”.

## Биографија
Ненад Радовић је дипломирао глуму на Академији уметности у Новом Саду, у класи професорке Виде Огњеновић.  Током студија је играо у Српском народном позоришту, Позоришту младих, као и у представама Академије уметности у Новом Саду.
Након дипломске представе „Виза“, у Београдском драмском позоришту, 2001. године у режији Виде Огњеновић, постао је члан драме Народног позоришта у Београду, где је остварио запажене улоге у представама: 
- „Милева Ајнштајн“, 2001. године у режији Виде Огњеновић,
- „Хамлет“, 2002. године у режији Иване Вујић,
- „Хасанагиница“, 2003, у режији Јагоша Марковића.[1][2]

### Мало позориште „Душко Радовић”
Ненад Радовић у овом позоришту активно игра од 2001. године, у којем је остварио више од 30 улога у представама, од којих су значајније:  
- „Последња смрт Френкија сузице“ (2003, Бојан Ђорђев),
- „Љуљашка“ (2003, Стеван Бодрожа),
- „Свет једног цвета“ (2004, Татјана Станковић),
- „Андерсенови кувари“ (2005, Драгослав Тодоровић),
- „Мали принц“ (2006, Ања Суша),
- „Лажеш Мелита“ (2008, Бојан Ђорђев),
- „Пинокио“ (2012, Ксенија Крнајски),
- „Циркус Марио & Нета“ (2016, Драгослав Тодоровић),
- „Цар је го“ (2016, Милица Краљ),
- „Књига о џунгли“ (2018, Марија Крстић).[1]

### Краткометражни филмови и ТВ серијали
Ненад Радовић је снимио десет играних краткометражних филмова, и шест телевизијских серијала:
- „Судбине и савести“ ( РТС, 2002);
- „Зебра, знак, семафор“ (РТС, 2005);
- „Шта радите бре – новогодишњи специјал“ (РТС, 2008);
- „Моје ново ја“ (ТВ ПРВА, 2011);
- „Ургентни центар“ (ЕМОТИОН 2019);
- “Дрим Тим” (Zillion Филм, 2020).[3]

### Књижевни рад
Ненад Радовић је аутор монографије „Двадесет година Рибље чорбе“, која је изашла марта 2000. године.

### Педагошки рад
Ненад Радовић је оснивач Центра за културну едукацију деце и младих који постоји од 2006. године и активно се бави позоришном и културном едукацијом деце и младих. 
Током првих петнаест година рада „Центра Студио”, режирао је или продуцирао више од тридесет представа, од којих су најзначајније: 
- „Кључ ”(2007),
- „Баш наш кабаре” - Представа на 8 језика (2008),
- „Ми деца са станице Зоо“ (2010),
- „21.12.2012.” (2011)
- „Холивуд“ (2012)
- „Деца на интернету 1 и 2“ (2013/2018),
- „Дневник Ане Франк” (2015),
- „Све је то Rock’n’Roll“ (2016).
- „Борилачки клуб” (2019)
- „Деведесете у крају” (2020)[3]